# Xyris fibrosa
Xyris fibrosa là một loài thực vật hạt kín trong họ Hoàng đầu. Loài này được Kral & Wand. miêu tả khoa học đầu tiên năm 1993.